# 諫早市立上山小学校
諫早市立上山小学校（いさはやしりつ じょうやましょうがっこう）は、長崎県諫早市西小路町にある公立小学校。

## 概要
歴史
1960年（昭和35年）に諫早市立諫早小学校から分離する形で新設された。2015年（平成27年）に創立55周年を迎えた。
学校教育目標
- 情と思いやりにあふれる子
- やる気をもち、自ら学び鍛える子
- まちがいを宝とし、知恵をふくらませる子

校章
太陽を図案化したものを背景にして中央に校名の「上山」の文字（縦書き）を置いている。
校歌
歌詞は3番まであり、各番に校名の「上山」が登場する。
校区
住所表記で「諫早市」の後に「西郷町、新道町、立石町、上野町、野中町、船越町、原口町、西小路町、宇都町」が続く地域。中学校区は諫早市立諫早中学校。

## 沿革
- 1960年（昭和35年）
  - 4月1日 - 「諫早市立上山小学校」が開校。
  - 4月6日 - 完成したばかりの鉄筋コンクリート造3階建て校舎1棟（12教室）と諫早市立諫早小学校第三校舎を借用して（第二校舎として）授業を開始。
- 1961年（昭和36年）4月1日 - 鉄筋コンクリート造3階建ての北校舎が完成。第二校舎を廃止（諫早市立諫早小学校校舎借用を終了）。
- 1963年（昭和38年）
  - 4月1日 - 特殊学級を設置。
  - 6月10日 - 給食室が完成。
  - 10月4日 - 校門が完成。
- 1965年（昭和40年）7月19日 - プールが完成。

## アクセス
最寄りの鉄道駅
- 島原鉄道線 「本諫早駅」

最寄りのバス停
- 長崎県営バス「上山小学校前」バス停

最寄りの幹線道路
- 長崎県道41号諫早飯盛線「天祐寺前」交差点
- 国道57号「栗面町」交差点

## 周辺
- 上山公園
- 諫早市健康福祉センター

## 関連事項
- 長崎県小学校一覧